# 전농천
전농천(典農川)은 서울특별시 동대문구 답십리동을 지나 성동구 송정동 중랑물재생센터 앞에서 중랑천으로 흘러드는 동대문구와 성동구의 지방하천이자 복개하천이다. 홍릉수목원에서 발원하며, 현재는 대부분 복개되어 경동시장로, 황물로 등의 도로와, 주차장 및 서울교통공사 군자차량사업소의 용지로 쓰이고 있다. 신답육교에서 중랑물재생센터까지 2.31 km 구간은 지방하천으로 지정되었다.
차량기지 구간은 1975년에서 1976년 사이에 복개되었다. 답십리동을 통과하는 1.058 km 구간은 1977년에 세 차례에 걸쳐 복개하였고, 복개한 자리에 도로를 건설하여 1978년 6월 10일 준공하였다. 1979년 1월부터 8월까지 0.09 km 구간을 추가로 복개하였다. 한편, 전농천의 지류 중 약 0.75 km 구간도 1977년에 두 차례에 걸쳐 복개되었다. 용답동 182 일대는 1993년 9월부터 1994년 8월까지 미성개발에서 복개하여 주차장을 조성한 뒤 20년 동안 운영하였고, 현재는 공영주차장으로 쓰이고 있다.
복개되지 않은 용답동 일대의 산책로 조경석에서 석면이 검출되어 논란이 되었다. 1950-70년대 사이에는 홍릉천(洪陵川)으로도 불렸다.